# Средний (полуостров)
Сре́дний (фин. Keskisaarento — Кескисааренто; норв. Mellomhalvøya — Мелломхалвёйа) — полуостров на севере Европейской части России. Административно входит в Печенгский район Мурманской области. Омывается Баренцевым морем. Соединяет материк и Рыбачий полуостров. С материка полуостров отделён хребтом Мустатунтури. С запада между полуостровами Средний и Рыбачий находится губа Большая Волоковая, с востока — бухта Озерко и губа Большая Мотка Мотовского залива. На юго-западе между материком и полуостровом Средний находится губа Малая Волоковая, на юго-востоке — губа Кутовая.

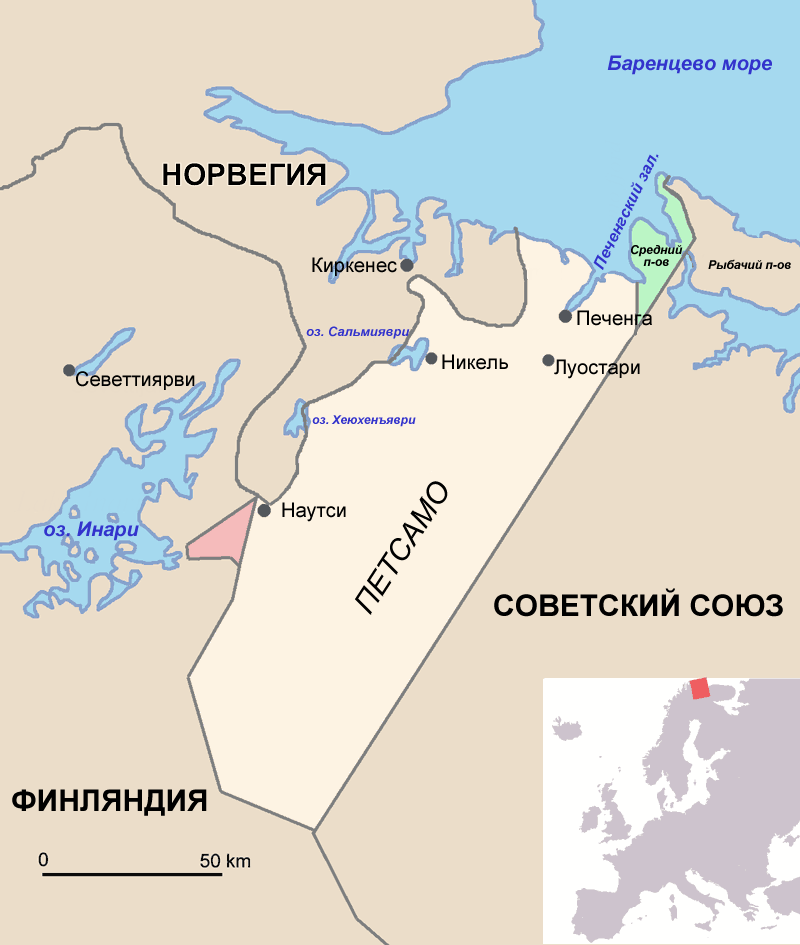
Карта Печенгского района (Средний полуостров в правом верхнем углу)

Рельеф полуострова представляет собой плато, круто обрывающееся к морю. Плато сложено глинистыми сланцами, песчаниками и известняками. Высота до 334 м. Тундровая растительность. У побережья полуострова море благодаря тёплому Нордкапскому течению круглый год не замерзает. Прибрежные воды богаты рыбой (сельдью, треской, мойвой и другими видами). Рядом с полуостровом находятся Айновские острова, часть Кандалакшского заповедника.
В 1920—1939 годах большая часть полуострова принадлежала Финляндии. После советско-финской войны согласно Московскому договору отошла к СССР. На полуострове в июле 1941 года были остановлены немецкие войска. В октябре 1944 года войска 14-й армии и Северного флота разбили 20-ю горную армию немцев. В память о событиях 1941—1945 годов здесь установлен памятник и обелиск советским воинам, павшим в годы Великой Отечественной войны.
Полуостров упоминается в поэме «Сын артиллериста» Константина Симонова.
Книга «Осиротевшие берега» М. Г. Орешеты подробно рассказывает о событиях и боях на островах Средний и Рыбачий во время Великой Отечественной войны.

## Галерея

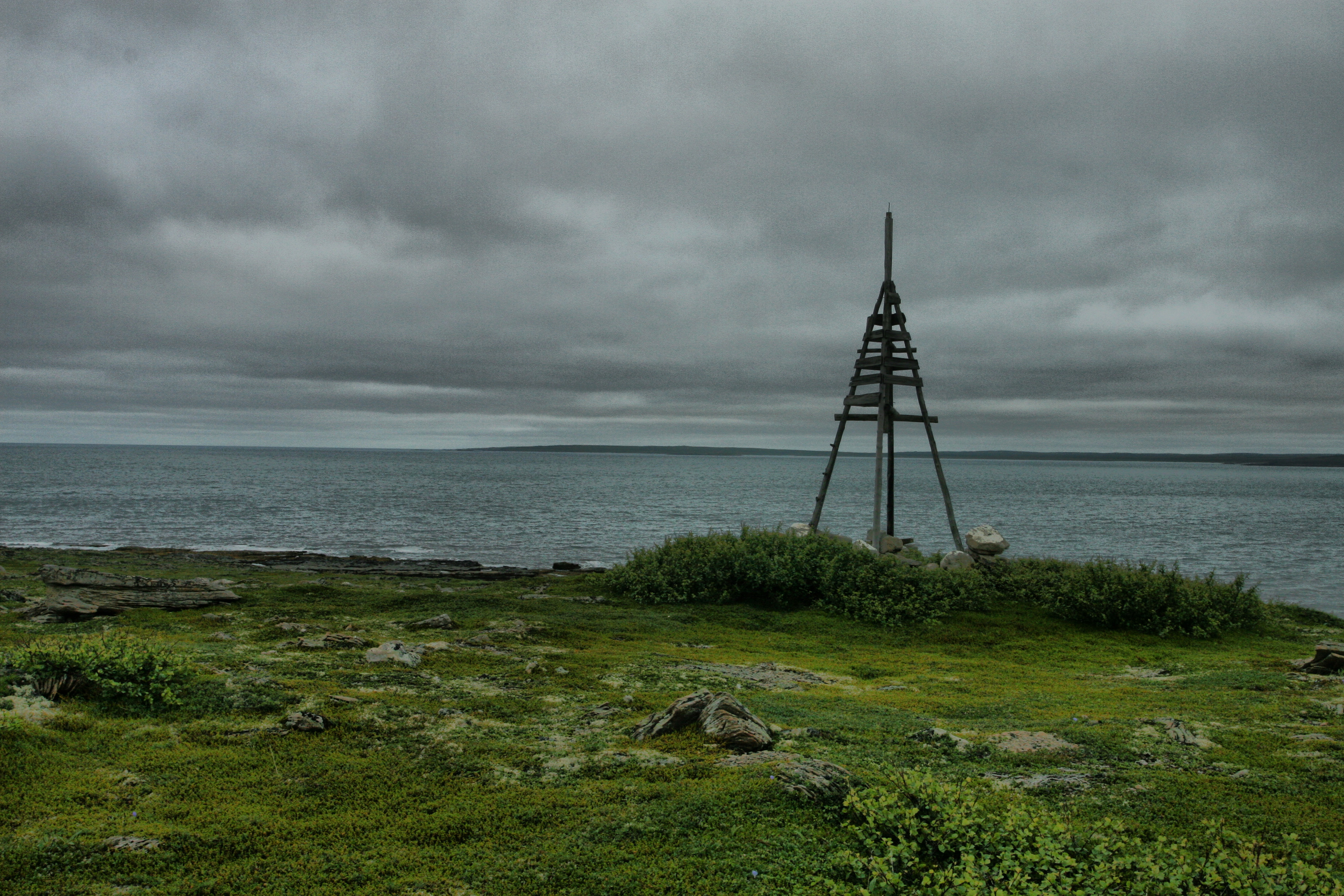
Геодезическая вышка на Среднем полуострове
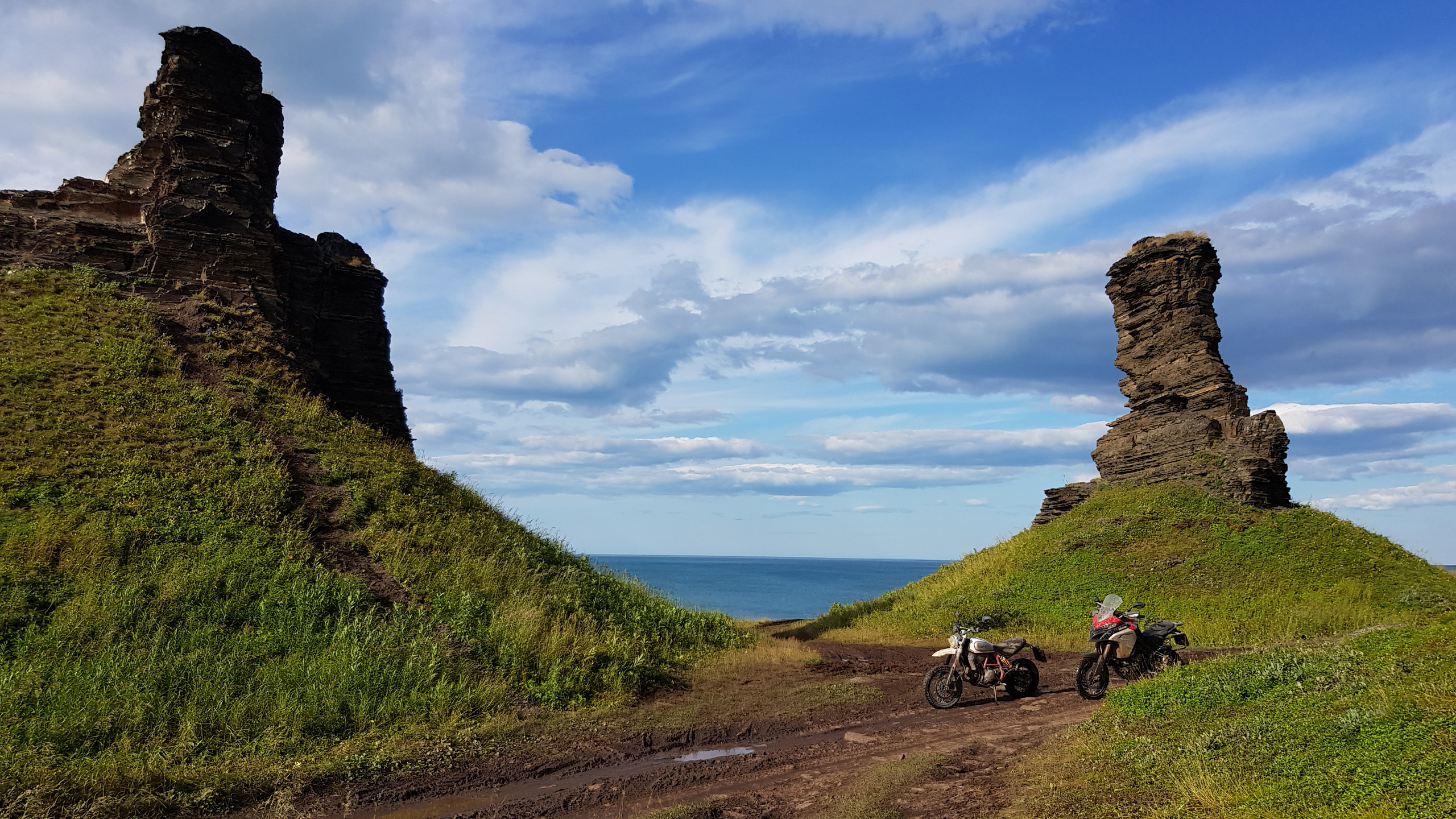
Мотоциклы Ducati Scrambler Desert Sled и Ducati Multistrada 1260 Enduro на Среднем полуострове около скал Два Брата
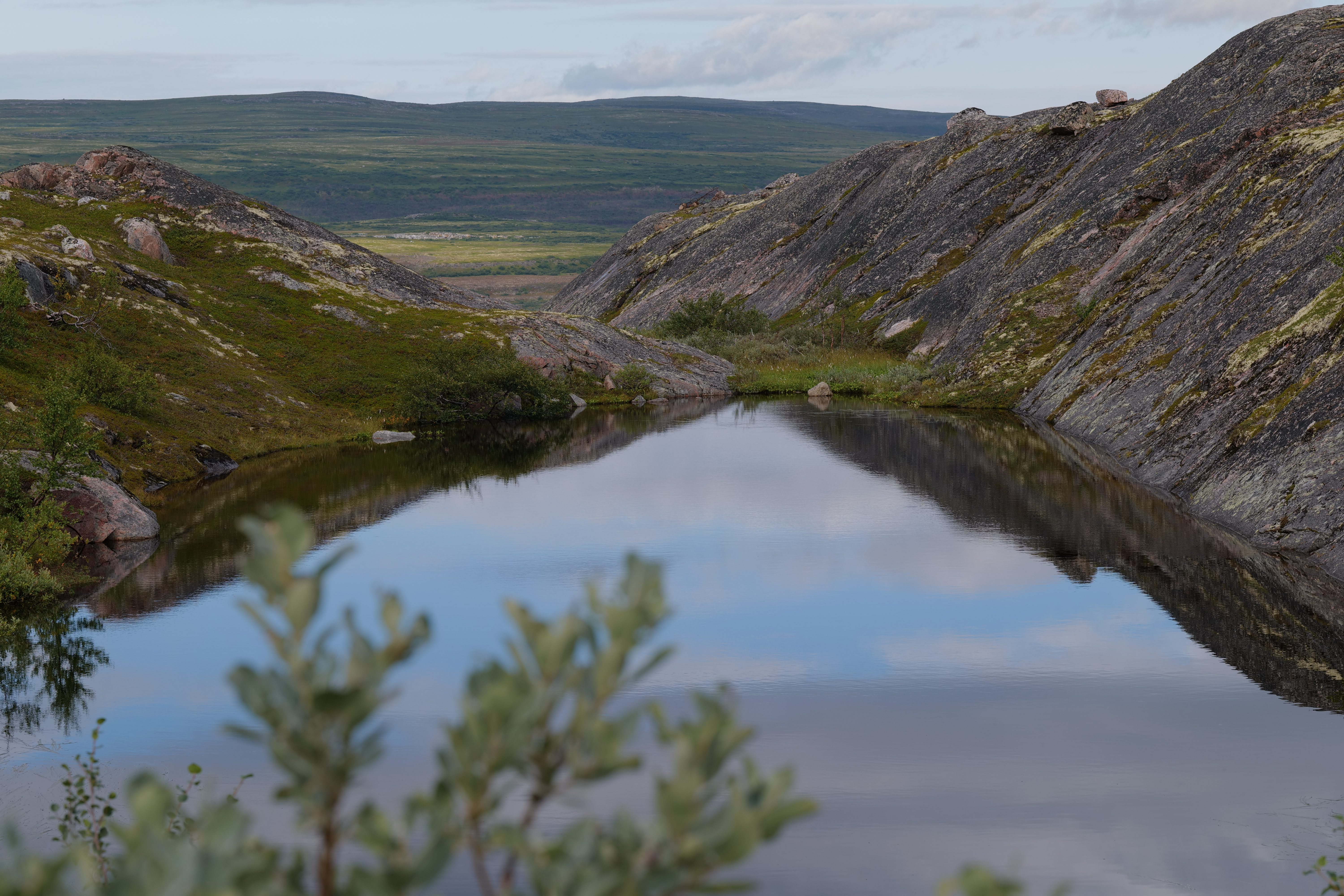
Озеро на полуострове Средний